# Cadel Evans Great Ocean Road Race 2024
Cadel Evans Great Ocean Road Race 2024 var den åttonde upplagan av cykelloppet Cadel Evans Great Ocean Road Race som kördes den 28 januari 2024 med både start och målgång i Geelong. Loppet var en del av UCI World Tour 2024 och vanns av nyzeeländske Laurence Pithie från cykelstallet Groupama–FDJ.

## Deltagande lag
| WorldTeams (10)- Arkéa-B&B Hotels - Astana Qazaqstan Team - Cofidis - EF Education-EasyPost - Groupama-FDJ - Ineos Grenadiers - Intermarché-Wanty - Lidl-Trek - Team dsm-firmenich PostNL - Team Jayco AlUla ProTeam- Israel-Premier Tech Kontinentala lag (2)- Ara-Skip Capital - Team BridgeLane |
| |

## Resultat
| \| Totaltävlingen \| Totaltävlingen \| Totaltävlingen \| Totaltävlingen \| Totaltävlingen \| \| Cyklist \| Cyklist \| Lag \| Tid \| \| \| -------------- \| ------------------ \| ------------------------- \| -------------- \| -------------- \| \| 1. \| Laurence Pithie \| Groupama-FDJ \| 4t 17' 40" \| \| \| 2. \| Natnael Tesfatsion \| Lidl-Trek \| + 0" \| \| \| 3. \| Georg Zimmermann \| Intermarché-Wanty \| + 0" \| \| \| 4. \| Corbin Strong \| Israel-Premier Tech \| + 0" \| \| \| 5. \| Jhonatan Narváez \| Ineos Grenadiers \| + 0" \| \| \| 6. \| Axel Mariault \| Cofidis \| + 0" \| \| \| 7. \| Chris Hamilton \| Team dsm-firmenich PostNL \| + 0" \| \| \| 8. \| Christian Scaroni \| Astana Qazaqstan Team \| + 0" \| \| \| 9. \| Jonas Rutsch \| EF Education-EasyPost \| + 0" \| \| \| 10. \| Louis Barré \| Arkéa-B&B Hotels \| + 0" \| \| |                    |                           |            |
| |                    |                           |            |
| Källa: ProCyclingStats |                    |                           |            |
| Totaltävlingen |                    |                           |            |
| Cyklist | Cyklist            | Lag                       | Tid        |
| 1. | Laurence Pithie    | Groupama-FDJ              | 4t 17' 40" |
| 2. | Natnael Tesfatsion | Lidl-Trek                 | + 0"       |
| 3. | Georg Zimmermann   | Intermarché-Wanty         | + 0"       |
| 4. | Corbin Strong      | Israel-Premier Tech       | + 0"       |
| 5. | Jhonatan Narváez   | Ineos Grenadiers          | + 0"       |
| 6. | Axel Mariault      | Cofidis                   | + 0"       |
| 7. | Chris Hamilton     | Team dsm-firmenich PostNL | + 0"       |
| 8. | Christian Scaroni  | Astana Qazaqstan Team     | + 0"       |
| 9. | Jonas Rutsch       | EF Education-EasyPost     | + 0"       |
| 10. | Louis Barré        | Arkéa-B&B Hotels          | + 0"       |

## Startlista
| Arkéa-B&B Hotels ARK | Arkéa-B&B Hotels ARK    | Arkéa-B&B Hotels ARK |
| -------------------- | ----------------------- | -------------------- |
| #                    | Cyklist                 | Placering            |
| 1                    | Miles Scotson (AUS)     | 70.                  |
| 2                    | Louis Barré (FRA)       | 10.                  |
| 3                    | Anthony Delaplace (FRA) | 44.                  |
| 4                    | Laurens Huys (BEL)      | DNF                  |
| 5                    | Kévin Ledanois (FRA)    | 72.                  |
| 6                    | Daniel McLay (GBR)      | DNF                  |
| 7                    | Michel Ries (LUX)       | 63.                  |

| Astana Qazaqstan Team AST | Astana Qazaqstan Team AST | Astana Qazaqstan Team AST |
| ------------------------- | ------------------------- | ------------------------- |
| #                         | Cyklist                   | Placering                 |
| 11                        | Samuele Battistella (ITA) | 67.                       |
| 12                        | Gianmarco Garofoli (ITA)  | 71.                       |
| 13                        | Michele Gazzoli (ITA)     | 38.                       |
| 14                        | Dmitriy Gruzdev (KAZ)     | DNF                       |
| 15                        | Max Kanter (GER)          | 23.                       |
| 17                        | Christian Scaroni (ITA)   | 8.                        |

| Cofidis COF | Cofidis COF                   | Cofidis COF |
| ----------- | ----------------------------- | ----------- |
| #           | Cyklist                       | Placering   |
| 21          | Piet Allegaert (BEL)          | 73.         |
| 22          | Rubén Fernández Andújar (ESP) | 13.         |
| 23          | Eddy Finé (FRA)               | DNS         |
| 24          | Milan Fretin (BEL)            | 68.         |
| 25          | Simon Geschke (GER)           | DNF         |
| 26          | Oliver Knight (GBR)           | 47.         |
| 27          | Axel Mariault (FRA)           | 6.          |

| EF Education-EasyPost EFE | EF Education-EasyPost EFE | EF Education-EasyPost EFE |
| ------------------------- | ------------------------- | ------------------------- |
| #                         | Cyklist                   | Placering                 |
| 31                        | Stefan de Bod (RSA)       | 55.                       |
| 32                        | Owain Doull (GBR)         | 25.                       |
| 33                        | Jack Rootkin-Gray (GBR)   | 27.                       |
| 34                        | Jonas Rutsch (GER)        | 9.                        |
| 35                        | Archie Ryan (IRL)         | 14.                       |
| 36                        | Harry Sweeny (AUS)        | 56.                       |
| 37                        | Jardi van der Lee (NED)   | 41.                       |

| Groupama-FDJ GFC | Groupama-FDJ GFC      | Groupama-FDJ GFC |
| ---------------- | --------------------- | ---------------- |
| #                | Cyklist               | Placering        |
| 41               | Clément Davy (FRA)    | 45.              |
| 42               | Fabian Lienhard (SUI) | 62.              |
| 43               | Enzo Paleni (FRA)     | 29.              |
| 44               | Laurence Pithie (NZL) | 1.               |
| 45               | Reuben Thompson (NZL) | 34.              |

| Ineos Grenadiers IGD | Ineos Grenadiers IGD   | Ineos Grenadiers IGD |
| -------------------- | ---------------------- | -------------------- |
| #                    | Cyklist                | Placering            |
| 51                   | Laurens De Plus (BEL)  | 18.                  |
| 52                   | Filippo Ganna (ITA)    | 36.                  |
| 53                   | Leo Hayter (GBR)       | 79.                  |
| 54                   | Jhonatan Narváez (ECU) | 5.                   |
| 55                   | Ben Swift (GBR)        | 78.                  |
| 56                   | Josh Tarling (GBR)     | 58.                  |
| 57                   | Elia Viviani (ITA)     | 21.                  |

| Intermarché-Wanty IWA | Intermarché-Wanty IWA  | Intermarché-Wanty IWA |
| --------------------- | ---------------------- | --------------------- |
| #                     | Cyklist                | Placering             |
| 61                    | Lilian Calmejane (FRA) | 30.                   |
| 62                    | Biniam Girmay (ERI)    | 22.                   |
| 63                    | Madis Mihkels (EST)    | 26.                   |
| 64                    | Tom Paquot (BEL)       | 48.                   |
| 65                    | Simone Petilli (ITA)   | 53.                   |
| 66                    | Dion Smith (NZL)       | 37.                   |
| 67                    | Georg Zimmermann (GER) | 3.                    |

| Lidl-Trek LTK | Lidl-Trek LTK                  | Lidl-Trek LTK |
| ------------- | ------------------------------ | ------------- |
| #             | Cyklist                        | Placering     |
| 71            | Dario Cataldo (ITA)            | DNF           |
| 72            | Juan Pedro López (ESP)         | 31.           |
| 73            | Bauke Mollema (NED)            | 11.           |
| 74            | Jacopo Mosca (ITA)             | 75.           |
| 75            | Quinn Simmons (USA) (landsväg) | 15.           |
| 76            | Natnael Tesfatsion (ERI)       | 2.            |
| 77            | Mathias Vacek (CZE) (landsväg) | 42.           |

| Team dsm-firmenich PostNL DFP | Team dsm-firmenich PostNL DFP  | Team dsm-firmenich PostNL DFP |
| ----------------------------- | ------------------------------ | ----------------------------- |
| #                             | Cyklist                        | Placering                     |
| 81                            | Patrick Bevin (NZL)            | 65.                           |
| 82                            | Pavel Bittner (CZE)            | 24.                           |
| 83                            | Patrick Eddy (AUS)             | 69.                           |
| 84                            | Sean Flynn (GBR)               | 46.                           |
| 85                            | Chris Hamilton (AUS)           | 7.                            |
| 86                            | Emīls Liepiņš (LAT) (landsväg) | 60.                           |
| 87                            | Oscar Onley (GBR)              | DNF                           |

| Team Jayco AlUla JAY | Team Jayco AlUla JAY        | Team Jayco AlUla JAY |
| -------------------- | --------------------------- | -------------------- |
| #                    | Cyklist                     | Placering            |
| 91                   | Caleb Ewan (AUS)            | 33.                  |
| 92                   | Kelland O'Brien (AUS)       | 12.                  |
| 93                   | Chris Harper (AUS)          | 39.                  |
| 94                   | Rudy Porter (AUS)           | 35.                  |
| 95                   | Blake Quick (AUS)           | 64.                  |
| 96                   | Luke Plapp (AUS) (landsväg) | 16.                  |
| 97                   | Campbell Stewart (NZL)      | 40.                  |

| Israel-Premier Tech IPT | Israel-Premier Tech IPT | Israel-Premier Tech IPT |
| ----------------------- | ----------------------- | ----------------------- |
| #                       | Cyklist                 | Placering               |
| 101                     | George Bennett (NZL)    | 57.                     |
| 102                     | Guillaume Boivin (CAN)  | 61.                     |
| 103                     | Simon Clarke (AUS)      | 20.                     |
| 104                     | Derek Gee (CAN)         | 54.                     |
| 105                     | Nick Schultz (AUS)      | 19.                     |
| 106                     | Corbin Strong (NZL)     | 4.                      |
| 107                     | Stephen Williams (GBR)  | 17.                     |

| ARA-Skip Capital ARA | ARA-Skip Capital ARA       | ARA-Skip Capital ARA |
| -------------------- | -------------------------- | -------------------- |
| #                    | Cyklist                    | Placering            |
| 111                  | Dylan Proctor-Parker (AUS) | DNF                  |
| 112                  | Tyler Tomkinson (AUS)      | 74.                  |

| inget lag ___ | inget lag ___       | inget lag ___ |
| ------------- | ------------------- | ------------- |
| #             | Cyklist             | Placering     |
| 113           | William Eaves (AUS) | 43.           |

| ARA-Skip Capital ARA | ARA-Skip Capital ARA | ARA-Skip Capital ARA |
| -------------------- | -------------------- | -------------------- |
| #                    | Cyklist              | Placering            |
| 114                  | Declan Trezise (AUS) | 76.                  |
| 115                  | Joshua Cranage (AUS) | DNF                  |
| 116                  | Nate Hadden (AUS)    | 77.                  |
| 117                  | Cohen Jessen (AUS)   | 49.                  |

| Team BridgeLane BLN | Team BridgeLane BLN     | Team BridgeLane BLN |
| ------------------- | ----------------------- | ------------------- |
| #                   | Cyklist                 | Placering           |
| 121                 | Tristan Saunders (AUS)  | 52.                 |
| 122                 | Elliot Schultz (AUS)    | 32.                 |
| 123                 | Zac Marriage (AUS)      | 51.                 |
| 124                 | Jackson Medway (AUS)    | 50.                 |
| 125                 | Matthew Greenwood (AUS) | 59.                 |
| 126                 | Samuel Jenner (AUS)     | 66.                 |
| 127                 | Luke Burns (AUS)        | 28.                 |

| Arkéa-B&B Hotels ARK | Arkéa-B&B Hotels ARK    | Arkéa-B&B Hotels ARK |
| -------------------- | ----------------------- | -------------------- |
| #                    | Cyklist                 | Placering            |
| 1                    | Miles Scotson (AUS)     | 70.                  |
| 2                    | Louis Barré (FRA)       | 10.                  |
| 3                    | Anthony Delaplace (FRA) | 44.                  |
| 4                    | Laurens Huys (BEL)      | DNF                  |
| 5                    | Kévin Ledanois (FRA)    | 72.                  |
| 6                    | Daniel McLay (GBR)      | DNF                  |
| 7                    | Michel Ries (LUX)       | 63.                  |

| Astana Qazaqstan Team AST | Astana Qazaqstan Team AST | Astana Qazaqstan Team AST |
| ------------------------- | ------------------------- | ------------------------- |
| #                         | Cyklist                   | Placering                 |
| 11                        | Samuele Battistella (ITA) | 67.                       |
| 12                        | Gianmarco Garofoli (ITA)  | 71.                       |
| 13                        | Michele Gazzoli (ITA)     | 38.                       |
| 14                        | Dmitriy Gruzdev (KAZ)     | DNF                       |
| 15                        | Max Kanter (GER)          | 23.                       |
| 17                        | Christian Scaroni (ITA)   | 8.                        |

| Cofidis COF | Cofidis COF                   | Cofidis COF |
| ----------- | ----------------------------- | ----------- |
| #           | Cyklist                       | Placering   |
| 21          | Piet Allegaert (BEL)          | 73.         |
| 22          | Rubén Fernández Andújar (ESP) | 13.         |
| 23          | Eddy Finé (FRA)               | DNS         |
| 24          | Milan Fretin (BEL)            | 68.         |
| 25          | Simon Geschke (GER)           | DNF         |
| 26          | Oliver Knight (GBR)           | 47.         |
| 27          | Axel Mariault (FRA)           | 6.          |

| EF Education-EasyPost EFE | EF Education-EasyPost EFE | EF Education-EasyPost EFE |
| ------------------------- | ------------------------- | ------------------------- |
| #                         | Cyklist                   | Placering                 |
| 31                        | Stefan de Bod (RSA)       | 55.                       |
| 32                        | Owain Doull (GBR)         | 25.                       |
| 33                        | Jack Rootkin-Gray (GBR)   | 27.                       |
| 34                        | Jonas Rutsch (GER)        | 9.                        |
| 35                        | Archie Ryan (IRL)         | 14.                       |
| 36                        | Harry Sweeny (AUS)        | 56.                       |
| 37                        | Jardi van der Lee (NED)   | 41.                       |

| Groupama-FDJ GFC | Groupama-FDJ GFC      | Groupama-FDJ GFC |
| ---------------- | --------------------- | ---------------- |
| #                | Cyklist               | Placering        |
| 41               | Clément Davy (FRA)    | 45.              |
| 42               | Fabian Lienhard (SUI) | 62.              |
| 43               | Enzo Paleni (FRA)     | 29.              |
| 44               | Laurence Pithie (NZL) | 1.               |
| 45               | Reuben Thompson (NZL) | 34.              |

| Ineos Grenadiers IGD | Ineos Grenadiers IGD   | Ineos Grenadiers IGD |
| -------------------- | ---------------------- | -------------------- |
| #                    | Cyklist                | Placering            |
| 51                   | Laurens De Plus (BEL)  | 18.                  |
| 52                   | Filippo Ganna (ITA)    | 36.                  |
| 53                   | Leo Hayter (GBR)       | 79.                  |
| 54                   | Jhonatan Narváez (ECU) | 5.                   |
| 55                   | Ben Swift (GBR)        | 78.                  |
| 56                   | Josh Tarling (GBR)     | 58.                  |
| 57                   | Elia Viviani (ITA)     | 21.                  |

| Intermarché-Wanty IWA | Intermarché-Wanty IWA  | Intermarché-Wanty IWA |
| --------------------- | ---------------------- | --------------------- |
| #                     | Cyklist                | Placering             |
| 61                    | Lilian Calmejane (FRA) | 30.                   |
| 62                    | Biniam Girmay (ERI)    | 22.                   |
| 63                    | Madis Mihkels (EST)    | 26.                   |
| 64                    | Tom Paquot (BEL)       | 48.                   |
| 65                    | Simone Petilli (ITA)   | 53.                   |
| 66                    | Dion Smith (NZL)       | 37.                   |
| 67                    | Georg Zimmermann (GER) | 3.                    |

| Lidl-Trek LTK | Lidl-Trek LTK                  | Lidl-Trek LTK |
| ------------- | ------------------------------ | ------------- |
| #             | Cyklist                        | Placering     |
| 71            | Dario Cataldo (ITA)            | DNF           |
| 72            | Juan Pedro López (ESP)         | 31.           |
| 73            | Bauke Mollema (NED)            | 11.           |
| 74            | Jacopo Mosca (ITA)             | 75.           |
| 75            | Quinn Simmons (USA) (landsväg) | 15.           |
| 76            | Natnael Tesfatsion (ERI)       | 2.            |
| 77            | Mathias Vacek (CZE) (landsväg) | 42.           |

| Team dsm-firmenich PostNL DFP | Team dsm-firmenich PostNL DFP  | Team dsm-firmenich PostNL DFP |
| ----------------------------- | ------------------------------ | ----------------------------- |
| #                             | Cyklist                        | Placering                     |
| 81                            | Patrick Bevin (NZL)            | 65.                           |
| 82                            | Pavel Bittner (CZE)            | 24.                           |
| 83                            | Patrick Eddy (AUS)             | 69.                           |
| 84                            | Sean Flynn (GBR)               | 46.                           |
| 85                            | Chris Hamilton (AUS)           | 7.                            |
| 86                            | Emīls Liepiņš (LAT) (landsväg) | 60.                           |
| 87                            | Oscar Onley (GBR)              | DNF                           |

| Team Jayco AlUla JAY | Team Jayco AlUla JAY        | Team Jayco AlUla JAY |
| -------------------- | --------------------------- | -------------------- |
| #                    | Cyklist                     | Placering            |
| 91                   | Caleb Ewan (AUS)            | 33.                  |
| 92                   | Kelland O'Brien (AUS)       | 12.                  |
| 93                   | Chris Harper (AUS)          | 39.                  |
| 94                   | Rudy Porter (AUS)           | 35.                  |
| 95                   | Blake Quick (AUS)           | 64.                  |
| 96                   | Luke Plapp (AUS) (landsväg) | 16.                  |
| 97                   | Campbell Stewart (NZL)      | 40.                  |

| Israel-Premier Tech IPT | Israel-Premier Tech IPT | Israel-Premier Tech IPT |
| ----------------------- | ----------------------- | ----------------------- |
| #                       | Cyklist                 | Placering               |
| 101                     | George Bennett (NZL)    | 57.                     |
| 102                     | Guillaume Boivin (CAN)  | 61.                     |
| 103                     | Simon Clarke (AUS)      | 20.                     |
| 104                     | Derek Gee (CAN)         | 54.                     |
| 105                     | Nick Schultz (AUS)      | 19.                     |
| 106                     | Corbin Strong (NZL)     | 4.                      |
| 107                     | Stephen Williams (GBR)  | 17.                     |

| ARA-Skip Capital ARA | ARA-Skip Capital ARA       | ARA-Skip Capital ARA |
| -------------------- | -------------------------- | -------------------- |
| #                    | Cyklist                    | Placering            |
| 111                  | Dylan Proctor-Parker (AUS) | DNF                  |
| 112                  | Tyler Tomkinson (AUS)      | 74.                  |

| inget lag ___ | inget lag ___       | inget lag ___ |
| ------------- | ------------------- | ------------- |
| #             | Cyklist             | Placering     |
| 113           | William Eaves (AUS) | 43.           |

| ARA-Skip Capital ARA | ARA-Skip Capital ARA | ARA-Skip Capital ARA |
| -------------------- | -------------------- | -------------------- |
| #                    | Cyklist              | Placering            |
| 114                  | Declan Trezise (AUS) | 76.                  |
| 115                  | Joshua Cranage (AUS) | DNF                  |
| 116                  | Nate Hadden (AUS)    | 77.                  |
| 117                  | Cohen Jessen (AUS)   | 49.                  |

| Team BridgeLane BLN | Team BridgeLane BLN     | Team BridgeLane BLN |
| ------------------- | ----------------------- | ------------------- |
| #                   | Cyklist                 | Placering           |
| 121                 | Tristan Saunders (AUS)  | 52.                 |
| 122                 | Elliot Schultz (AUS)    | 32.                 |
| 123                 | Zac Marriage (AUS)      | 51.                 |
| 124                 | Jackson Medway (AUS)    | 50.                 |
| 125                 | Matthew Greenwood (AUS) | 59.                 |
| 126                 | Samuel Jenner (AUS)     | 66.                 |
| 127                 | Luke Burns (AUS)        | 28.                 |

Förklaringar
DNF = Fullföljde inte, OTL = Utanför tidsgränsen, DNS = Startade inte, DSQ = Diskvalificerad